# Liehittäjänrivier
Liehittäjänrivier of Liehittäjärivier (Zweeds – Fins: Liehittäjänjoki) is een rivier annex beek, die stroomt in de Zweedse  gemeente Övertorneå. De 10180 meter lange rivier verzorgt de toevoer en afwatering van het Liehittäjämeer. Daarna stroomt het naar het Puostimeer om vervolgens op te gaan in de Puostirivier.
Afwatering: Liehittäjänrivier → Puostimeer →  Puostirivier → Torne → Botnische Golf
De rivier komt in de lijst van de Zweedse instantie voor waterhuishouding SMHI voor als Liehittäijänjoki, maar dat berust waarschijnlijk op een typefout.